# Uda (ciutat hitita)
Uda va ser una ciutat i un santuari situat a la Terra Baixa Hitita. És coneguda perquè el rei Subiluliuma I estava ocupat en aquesta localitat celebrant festes religioses quan el seu fill Telepinus I de Khalap el va anar a veure per proporcionar-li informació sobre la situació a Síria, sobretot de la regió de Carquemix, una important ciutat i fortalesa de Mitanni. Telepinus va deixar una forta guarnició a Murmuriga per anar a veure el seu pare, i Mitanni va aprofitar per posar setge a aquella ciutat. Subiluliuma va anar des d'allí amb el seu fill a conquerir Carquemix. Una altra Uda s'identifica amb Hyde de localització desconeguda, però a l'occident, a la frontera amb Arzawa.